# II liga polska w piłce nożnej (1969/1970)
II liga 1969/1970 – 22. edycja rozgrywek drugiego poziomu ligowego piłki nożnej mężczyzn w Polsce. Wzięło w nich udział 16 drużyn, grając systemem kołowym. Sezon ligowy rozpoczął się w sierpniu 1969, ostatnie mecze rozegrano w czerwcu 1970.
| Poziomy rozgrywkowe w sezonie 1969/1970 | Poziomy rozgrywkowe w sezonie 1969/1970 | Poziomy rozgrywkowe w sezonie 1969/1970 |
| Rozgrywki                               | P                                       | Nazwa                                   |
| --------------------------------------- | --------------------------------------- | --------------------------------------- |
| Centralne                               | I                                       | I liga                                  |
| Centralne                               | II                                      | II liga                                 |
| Makroregionalne                         | III                                     | III Liga (4 grupy)                      |
| Okręgowe (17 okręgów)                   | IV                                      | Liga okręgowa                           |
| Okręgowe (17 okręgów)                   | V                                       | A klasa                                 |
| Okręgowe (17 okręgów)                   | VI                                      | B klasa                                 |

## Drużyny
| Uczestnicy poprzedniej edycji                                                                                 | Uczestnicy poprzedniej edycji | Uczestnicy poprzedniej edycji | Uczestnicy poprzedniej edycji |
| --- | ----------------------------- | ----------------------------- | ----------------------------- |
| GWB | Górnik Wałbrzych              | 3                             |                               |
| UNR | Unia Racibórz                 | 4                             |                               |
| ŁKS | ŁKS Łódź                      | 5                             |                               |
| GAR | Garbarnia Kraków              | 6                             |                               |
| UNT | Unia Tarnów                   | 7                             |                               |
| ARS | Arkonia Szczecin              | 8                             |                               |
| MOT | Motor Lublin                  | 9                             |                               |
| ZAW | Zawisza Bydgoszcz             | 10                            |                               |
| OLI | Olimpia Poznań                | 11                            |                               |
| HUT | Hutnik Nowa Huta              | 12                            |                               |
| Spadek z I ligi 1968/1969                                                                                     |                               |                               |                               |
| ŚLĄ | Śląsk Wrocław                 | 13                            |                               |
| ROW | ROW Rybnik                    | 14                            |                               |
| Awans z III ligi 1968/1969                                                                                    |                               |                               |                               |
| zwycięzcy czterech grup                                                                                       |                               |                               |                               |
| GDY | MZKS Gdynia                   | 1                             |                               |
| SMI | Stal Mielec                   | 1                             |                               |
| URŚ | Urania Ruda Śląska            | 1                             |                               |
| WŁD | Włókniarz Łódź                | 1                             |                               |
| Oznaczenia: - kolumna pierwsza – skróty nazw drużyn, - kolumna trzecia – miejsce zajęte w poprzednim sezonie. |                               |                               |                               |

## Rozgrywki
Uczestnicy rozegrali 30 kolejek ligowych po 8 meczów każda (razem 240 spotkań) w dwóch rundach – jesiennej i wiosennej.
Mistrz i wicemistrz II ligi uzyskali awans do I ligi, a zespoły z miejsc 13–16 spadły do III ligi.

### Tabela
| Lp. | Drużyna              | M  | Z  | R  | P  | Bramki | Bramki | Różn. | Pkt | Uwagi              |
| --- | -------------------- | -- | -- | -- | -- | ------ | ------ | ----- | --- | ------------------ |
| 1   | ROW Rybnik (M) (A)   | 30 | 19 | 10 | 1  | 60     | 13     | +47   | 48  | Awans do I ligi    |
| 2   | Stal Mielec (A)      | 30 | 16 | 11 | 3  | 40     | 15     | +25   | 43  | Awans do I ligi    |
| 3   | ŁKS Łódź             | 30 | 15 | 8  | 7  | 33     | 25     | +8    | 38  |                    |
| 4   | Śląsk Wrocław        | 30 | 15 | 7  | 8  | 39     | 21     | +18   | 37  |                    |
| 5   | MZKS Gdynia          | 30 | 13 | 7  | 10 | 32     | 28     | +4    | 33  |                    |
| 6   | Urania Ruda Śląska   | 30 | 9  | 12 | 9  | 30     | 29     | +1    | 30  |                    |
| 7   | Unia Racibórz        | 30 | 11 | 8  | 11 | 26     | 33     | −7    | 30  |                    |
| 8   | Garbarnia Kraków     | 30 | 11 | 7  | 12 | 29     | 28     | +1    | 29  |                    |
| 9   | Zawisza Bydgoszcz    | 30 | 7  | 14 | 9  | 20     | 26     | −6    | 28  |                    |
| 10  | Hutnik Nowa Huta     | 30 | 7  | 14 | 9  | 22     | 31     | −9    | 28  |                    |
| 11  | Olimpia Poznań       | 30 | 7  | 14 | 9  | 19     | 29     | −10   | 28  |                    |
| 12  | Motor Lublin         | 30 | 10 | 8  | 12 | 27     | 38     | −11   | 28  |                    |
| 13  | Unia Tarnów (S)      | 30 | 7  | 9  | 14 | 23     | 32     | −9    | 23  | Spadek do III ligi |
| 14  | Górnik Wałbrzych (S) | 30 | 6  | 10 | 14 | 20     | 36     | −16   | 22  | Spadek do III ligi |
| 15  | Włókniarz Łódź (S)   | 30 | 5  | 8  | 17 | 19     | 39     | −20   | 18  | Spadek do III ligi |
| 16  | Arkonia Szczecin (S) | 30 | 5  | 7  | 18 | 24     | 40     | −16   | 17  | Spadek do III ligi |